# علاقة فيليبس
علاقة فيليبس هي العلاقة بين ذروة لمعان مستعر أعظم من النوع الأول وسرعة تطور اللمعان بعد الوصول إالى الضوء الأقصى. واكتشفت العلاقة وبشكل مستقل من قبل كل من الإحصائي والفلكي الأمريكي (بيرت وودارد روست) والفلكي السوفياتي (يوري بافلوفيتش بسكوفسكي) في السبعينات.
حيث جدوا أنة كلما أسرع تلاشى ضوء المستعر الأعظم الأقصى كلما كان قدر ذروة لمعانة أخفت.
استخدم بسكوفسكي الرمز β للإشارة إلى المنحنى الضوئي باعتباره وسيط أساسي، وهو متوسط معدل الانخفاض في السطوع من الإضاءة القصوى إلى النقطة التي يتغير فيها معدل انخفاض اللمعان. يقاس β بمقدار فواصل 100 يوم. تبرر اختيار هذا الوسيط حقيقة أنّ احتمال اكتشاف المستعر الأعظم قبل الإضاءة القصوى -والحصول على منحنى الضوء الكامل- كان صغيرًا آنذاك. علاوةً على ذلك، كانت منحنيات الضوء الحالية غير مكتملة في الغالب. من ناحية أخرى، كان تحديد الانخفاض بعد الحد الأقصى للضوء بسيطًا بالنسبة إلى معظم المستعرات العظمى المرصودة.
في أوائل الثمانينيات ظهرت كاميرات جهاز اقتران الشحنة، وزاد بعدها عدد اكتشافات المستعرات الأعظمية بشكل كبير. إضافةً إلى ذلك، زاد احتمال اكتشاف المستعرات الأعظمية قبل أن يصلوا إلى أقصى قدر من الضوء، كذلك ارتفع تتبع تطور سطوعها. أظهرت منحنيات الضوء الأولى من المستعر الأعظم (1- أ) التي تم الحصول عليها باستخدام القياس الضوئي بجهاز اقتران الشحنة امتلاك بعض المستعرات الأعظمية معدلات انخفاض أسرع من غيرها. اكتُشِفَ في وقت لاحق السطوع المنخفض للمستعر الأعظم (Ia SN 1991bg) مع معدل انخفاض سريع. كل هذا حفز الفلكي الأمريكي مارك فيليبس على مراجعة هذه العلاقة على وجه التحديد خلال مسح كالان / تولولو. كان من الصعب إثبات العلاقة لأن القياس الدقيق لوسيط منحدر بسكوفسكي (β) كان صعبًا في الممارسة العملية، وهو شرط ضروري لإثبات الارتباط. بدلاً من محاولة تحديد المنحدر، استخدم فيليبس إجراءً أبسط وأقوى يتمثل في «قياس الكمية الإجمالية في المقادير التي يبدأ منحنى الضوء بالانحدار عن ذروة سطوعه خلال فترة معينة تلي وصوله الحد الأقصى للسطوع». إذ جرى تعريفه على أنه الانخفاض في منحنى الضوء من الحد الأقصى للضوء بعد 15 يوم، وهو وسيط أطلق عليه ∆m15. تقر الجملة الأولى من الفقرة الأخيرة من ورقة فيليبس «أنا مدين لجورج جاكوبي لاقتراحه ∆m15 كبديل لوسيط بسكوفسكي (β)». تنص العلاقة على أن الحد الأقصى لحجم النطاق- B الداخلي هو المعطى بواسطة:
{\displaystyle M_{\mathrm {max} }(B)=-21.726+2.698\Delta m_{15}(B).}
أهدى فيليبس مقالة المجلة التي تؤكد علاقة يوري بسكوفسكي المقترحة لبسكوفسكي الذي توفي بعد أسابيع قليلة من نشر دليل فيليبس الذي يؤكد العلاقة.
أعيدت صياغة العلاقة لتتضمن التطور في النطاقات الضوئية المتعددة مع منحدر ضحل بدرجة كبيرة وكامتداد في المحور الزمني بالنسبة للقالب القياسي. عادةً ما يتم استخدام العلاقة للحصول على قيمة ذروة المستعر الأعظم (1- أ) مقدرةً بالشمعة القياسية.